# Teatro Ariston
Nhà hát Ariston (tiếng Ý: Teatro Ariston) là một nhà hát kiêm rạp chiếu phim ở Sanremo, Ý. Nhà hát này là địa điểm tổ chức thường niên của cuộc thi Liên hoan Âm nhạc Sanremo kể từ năm 1977.